# Рид, Уитни
Уитни Рид (англ. Whitney Reed; 20 августа 1932, Окленд, Калифорния — 9 января 2015, Аламида, Калифорния) — американский теннисист-любитель. Обладатель Кубка Дэвиса со сборной США в 1958 году, чемпион NCAA 1959 года, первая ракетка США в 1961 году.

## Биография
Уитни Рид, уроженец Окленда, в четыре года переехал с семьёй в калифорнийский город Аламида. Родители Уитни были сильными теннисистами-любителями и привили любовь к этому спорту детям (сестра Уитни, Сьюзен, занимала в рейтинге местного клуба второе место сразу вслед за его матерью). Сам Уитни начал играть с раннего детства — по словам матери, ракетка стала едва ли не первой его игрушкой. В годы учёбы в Аламиде Рид выиграл множество детских и юношеских турниров, включая юношеское первенство США 1950 года в парном разряде.
По окончании школы Рид был мобилизован в ВВС США и принял участие в Корейской войне, а вернувшись домой, снова всерьёз занялся теннисом. Со временем он стал одним из ведущих теннисистов-любителей США, попадая в список десяти лучших игроков страны в 1957 и с 1959 по 1962 год. В 1959 году, в 27 лет будучи студентом Колледжа штата Калифорния в Сан-Хосе, Рид выиграл чемпионат NCAA, победив в финале будущего капитана сборной США в Кубке Дэвиса Дональда Делла. Сам Рид играл за сборную США в 1958 году, когда она завоевала Кубок Дэвиса (выиграв, однако, финал без его участия), и в 1961 году, когда она дошла до финала межзонального турнира претендентов.
На счету Рида были победы в престижном турнире в Цинциннати в 1959 году и в международном чемпионате Канады в 1961 году. На этот же год пришёлся его лучший результат в турнирах Большого шлема, когда Рид дошёл до четвертьфинала чемпионата США. Победа в третьем круге этого турнира над другим американцем, Чаком Маккинли, обеспечила ему по итогам года первое место в рейтинге теннисистов США, чрезвычайно удивившее даже его самого. В итоге теннисист, уже задумывавшийся о том, чтобы остепениться, обзавестись семьёй и завершить активную игровую карьеру, которая начинала его тяготить, продолжил участие в соревнованиях. В 1963 году он во второй раз за карьеру выиграл чемпионат Канады. Хотя игра Рида не отличалась стабильностью, на его счету были победы над многими ведущими теннисистами мира, будущими членами Международного зала теннисной славы, в число которых входили Род Лейвер, Нил Фрейзер, Алекс Ольмедо, Рой Эмерсон и Мануэль Сантана.
На исходе игровой карьеры Рид выступал в парах с другим ветераном Панчо Гонсалесом. В соревнованиях ветеранов он появлялся до 65 лет, выиграв в этом возрасте турнир в Палм-Спрингс. Уитни Рид умер в Аламиде в январе 2015 года в возрасте 82 лет, оставив после себя сына, Уитни-младшего, и гражданскую партнёршу Гейл Фистер.

## Стиль игры и образ жизни
Несмотря на раннее знакомство с теннисом, свой стиль Уитни развивал сам, без помощи родителей, хотя кое-что и унаследовал у матери. Другие элементы своей игры, в частности сильно закрученный удар открытой ракеткой, Рид объяснял тем, что освоил их в те годы, когда был ростом чуть больше собственной ракетки и даже облегчённые модели были для него слишком тяжёлыми. Арсенал ударов и приёмов Рида в итоге получился ни на что не похожим и совершенно непредсказуемым: он мог отбивать поднимающийся после отскока мяч под любым углом, послать его свечой не с отскока, а с лёта или даже в ответ на свечу соперника, «укоротить» удар, когда противник уже выходил к сетке, отбить мяч ракеткой между ног, будучи лицом к сетке. Способность Рида отбивать мячи, уже потеряв равновесие и находясь в неудобной позиции, его современник Вик Сейксас называл уникальной. Весь стиль игры Рида был направлен не столько на победу, сколько на получение максимального наслаждения от игры, и ходили слухи, что он нарочно затягивает матчи, чтобы ещё немного побить по мячу.
Так же азартно, как к теннису, Рид относился к другим вещам в жизни. Хотя в любительскую эпоху игроки официально не получали гонораров за выступления, он жил на широкую ногу и был завсегдатаем светских раутов и престижных клубов, сам себя характеризуя как «теннисиста-бездельника». Рид был большим любителем азартных игр и считался мастером таких игр, как червы, бридж, джин рамми и покер. Его частыми партнёрами были такие теннисисты, как Род Лейвер и Рой Эмерсон, а также британский игрок Майк Сангстер и американец Эд Рубинофф.
Рид был любителем спиртного и долгих вечеринок, затягивавшихся до глухой ночи. После этого он отсыпался до середины дня, что не раз приводило к курьёзным ситуациям. Так, в ходе чемпионата NCAA 1959 года финальный матч был назначен на 12 часов дня, но Рид накануне пошёл спать поздно и его разбудили только в 12:30, напомнив о том, что он пропустил назначенное время. «Кто выиграл?» — спросил спросонья Рид, после чего отправился на корт и обыграл дождавшегося его Дональда Делла в трёх сетах. Аналогичный случай имел место в другом турнире в Сан-Франциско, когда Рид явился на финальный матч с опозданием в 45 минут и недоумённым вопросом: «Разве я должен был играть сегодня?» Как и в финале NCAA, он победил своего соперника, Тома Брауна, не отдав ему ни одного сета. Но самый известный эпизод был связан с матчем 2-го круга на Уимблдонском турнире 1961 года, где Рид встречался с Нилом Фрейзером — на тот момент первой ракеткой мира. Накануне вечером Уитни столкнулся в баре со своим однополчанином из ВВС США, и их встреча, перешедшая в ожесточённую схватку за карточным столом, продолжалась до восхода солнца. После этого Рид отправился в постель и проспал до половины второго, при том, что матч с Фрейзером был назначен ровно на два часа. Поймав такси и вовремя добравшись до уимблдонских кортов, Рид понял, что оставил свою ракетку в машине одного из друзей. Ему пришлось выпросить ракетку у мальчика, подающего мячи. Когда Рид появился на корте, Фрейзер напомнил ему, что следует поклоном поприветствовать зрителей в королевской ложе. Однако не проспавшийся Рид перепутал стороны корта и отвесил поклон в противоположную сторону, продемонстрировав зрителям в королевской ложе зад своих шорт. Несмотря на всё это, ему удалось затем навязать Фрейзеру марафонский матч, который австралиец выиграл лишь в пятом сете, окончившемся со счётом 7-5.
Рид был способен наслаждаться выпивкой и прямо по ходу своих матчей, причём это не сказывалось на качестве его игры; более того, он утверждал в разговоре с капитаном сборной США в Кубке Дэвиса, что вообще не может играть, не будучи навеселе. В одном из своих матчей, проигрывая 2-1 по сетам, он в перерыве сбегал в бар, купил пять кружек пива, расставил их у своего стула и прихлёбывал между геймами, в итоге одержав победу в матче. В другом эпизоде после матча Рид был пьян настолько, что взял с собой в душ стул, так как не был уверен, что сможет стоять на ногах. Когда поражённый теннисный журналист Аллисон Данциг спросил его, есть ли ещё в Северной Калифорнии такие теннисисты, как он, Рид ответил: «Уже нет, они все умерли».
Несмотря на экстравагантное поведение и опоздания на игры, открытый и незлобивый Рид пользовался любовью и уважением среди теннисистов; Том Браун называл его «настоящим спортсменом, который никогда никому не сделает подлости». Современники вспоминали его как верного друга и любящего сына, до последней минуты заботившегося об умиравшей матери. Худощавый, длинноволосый и долговязый (6 футов 1 дюйм), всегда безукоризненно одетый Рид был любимцем женщин, нередко появляясь на матчах в открытой машине с новой подружкой и меняя фрак на спортивную форму прямо перед игрой. Относительно долгим был его роман на рубеже 1950-х и 1960-х годов с Бетти Ханнис, которую прочили ему в жёны.

## Память
Имя Уитни Рида включено в списки зала славы Университета штата Калифорния в Сан-Хосе и зала славы Ассоциации тенниса Соединённых Штатов в Северной Калифорнии. В 2006 году вышла в свет написанная Кортландом Стюартом биография «Невозмутимый: Жизнь и время Уитни Рида» (англ. Unflappable: The Life and Times of Whitney Reed). В её последних строчках Стюарт пишет: 

Уитни для тенниса был тем же, чем Робардс был для Бродвея или Паваротти для «Ла Скалы». К сожалению, и на беду тенниса, он единственный в своём роде и, увы, последний в своём роде.Оригинальный текст (англ.)Whitney is to tennis what Robards was to Broadway, or what Pavarotti was to La Scala. Too bad, and so wretched for tennis, he is one of a kind, and, sadly, the last of a kind.